# ㅅ
是朝鮮語諺文的一个辅音字母，在韓國字母表上的排序為第十，被稱為；在朝鮮的字母表上的排序為第七，被稱為。
ㅅ作初声时一般读作清齿龈擦音/s/。在ㅣ、ㅑ、ㅕ、ㅛ、ㅠ、ㅖ、ㅒ之前被颚化为清龈颚擦音/ɕ/；在ㅗ、ㅜ、ㅘ、ㅝ、ㅚ、ㅙ、ㅞ、ㅟ前被唇音化为/sʷ/。作终声时，读作无声除阻的/t̚/。
ㅅ在馬-賴轉寫和文观部式中，作初声时转写为s，作终声时转写为t。
ㅅ在朝鲜语盲文中，作初声时为，作终声时为。其EUC-KR编码为A4B5，摩尔斯电码为“－－・”。
ㅅ在構詞法中具有重要的作用，稱為「사이시옷」，可以用它來構造合成詞（例如나뭇잎、옛말、숫자等）。然而現今的朝鮮民主主義人民共和國使用的「朝鮮語規範集」中除特殊情況外，一般不寫出該文字。

## 字符编码
| 種類                | 種類         | 用途 | Unicode | HTML     |
| ------------------- | ------------ | ---- | ------- | -------- |
| 諺文相容字母        | 諺文相容字母 | ㅅ   | U+3137  | &#12599; |
| 諺文字母 應用       | 初聲         |      | U+1109  | &#4361;  |
| 諺文字母 應用       | 終聲         |      | U+11BA  | &#4538;  |
| 漢陽私人 使用區應用 | 初聲         |      | U+F7C2  | &#63426; |
| 漢陽私人 使用區應用 | 終聲         |      | U+F8C6  | &#63686; |
| 半形字母            | 半形字母     | ﾵ    | U+FFB5  | &#65461; |